# Le Pavé de Saint Lazare

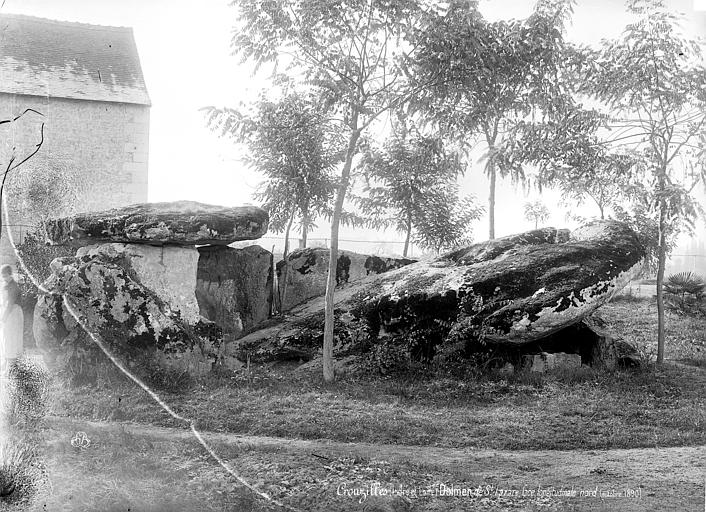
Dolmen von Saint-Lazare

Der Dolmen Le Pavé de Saint Lazare (auch La Pierre de Saint Lazare oder Dolmen von Crouzilles genannt) liegt nahe der Straße D760 und dem Abzweig der Straße „Le Dolmen“, nördlich des Flusses Vienne, 1,5 km westlich von Crouzilles, östlich von L’Île-Bouchard, bei Tours in der Touraine im Département Indre-et-Loire in Frankreich. Dolmen ist in Frankreich der Oberbegriff für Megalithanlagen aller Art (siehe: Französische Nomenklatur).
Der große Rechteckdolmen aus Sandstein ist etwa 9,0 m lang und 4,5 m breit. Er besteht aus sechs Elementen in zwei Gruppen:
- Gruppe 1 besteht aus zwei Tragsteinen in situ von 2,8 m Länge und 1,8 m Höhe, auf denen ein Deckstein von 5,3 × 3,5 m liegt.
- Gruppe 2 besteht aus einem in fünf Teile zerbrochenen Deckstein von 6,2 × 4,5 m, der schräg auf den verstürzten 4,5 bzw. 5,8 m langen Tragsteinen liegt.

Die rote Farbe des Steins stammt von eisenhaltigem Salz. Eine Legende besagt, dass das Blut der Opfer der Druiden an regnerischen Tagen vom Tisch in den kleinen Hohlraum im Stein fließt.
Im Jahr 1865 berichtete Bourassé, dass er die Erlaubnis für eine Ausgrabung erhalten habe. Sein Grabungsbericht wurde nicht veröffentlicht. Wenn man Louis Dubreuil-Chambardel glaubt, wurden menschliche Knochen gefunden.